# Seurapeli
Pour plus de détails, voir Fiche technique et Distribution.
Seurapeli est un film finlandais réalisé par Jenni Toivoniemi, sorti en 2020.

## Synopsis
Un groupe de trentenaires se réunit pour un anniversaire et se replonge dans leurs souvenirs d'adolescence.

## Fiche technique
- Titre : Seurapeli
- Réalisation : Jenni Toivoniemi
- Scénario : Jenni Toivoniemi
- Photographie : Jarmo Kiuru
- Montage : Samu Heikkilä
- Production : Venla Hellstedt et Elli Toivoniemi
- Société de production : Tuffi Films
- Pays :  Finlande
- Genre : Comédie dramatique
- Durée : 117 minutes
- Dates de sortie : 
  -  Finlande : 21 août 2020

## Distribution
- Iida-Maria Heinonen : Natali
- Paula Vesala : Ulla
- Emmi Parviainen : Mitzi
- Eero Milonoff : Härde
- Paavo Kinnunen : Janne
- Christian Hillborg : Mikael
- Laura Birn : Veronika
- Samuli Niittymäki : Juhana

## Distinctions
Le film a été nommé pour huit Jussis et a remporté celui du meilleur second rôle masculin pour Samuli Niittymäki et du meilleur scénario.